# شپش سر
شِپِشِ سر یکی از انگلهای انسان است. شپش سر حشره‌ای بدون بال است و تمام عمر خود را بر روی پوست سر انسان می‌گذراند و از خون آن تغذیه می‌کند. این شپش فقط از انسان تغذیه می‌کند گونه‌های دیگر از شپش که از شامپانزه تغذیه می‌کنند شناخته شده‌اند. ماده روزی ۳ تا ۴ تخم می‌گذارد. تخم‌ها بیضی شکل به رنگ سفید هستند و ۰٫۸ میلی‌متر طول دارند.
شپش تن و سر اختلافات جزئی دارند و به‌طور کلی شپش سر از نظر اندازه کوچک‌تر و از نظر رنگ تیره‌تر و از نظر پوشش مقاوم‌تراست و شکاف‌های انتهای بدن آن عمیق‌تر است. به تجربه ثابت شده استفاده از نرم‌کننده‌های مو در استحمام روزانه و هم‌زمان شانه کردن موها بهترین روش خلاص شدن از شرّ این انگل می‌باشد. یکی دیگر از روش‌های مؤثر، استفاده از شانه فلزی ضدشپش جهت خارج کردن تخم‌ها از سر می‌باشد.
خارش شدید و آزاردهنده سر، برجستگی‌های کوچک و قرمز برروی سر، گردن و شانه‌ها که این برآمدگی‌ها ممکن است پوسته پوسته شده یا ترشح داشته باشند، و وجود ذره‌های سفید که در واقع تخم شپش هستند بر روی پایه موها که به‌سختی کنده می‌شوند از علائم دچار شدن به شپش سر است. درمان آن شامل شامپوهای حاوی مواد شیمیایی است که سبب مرگ شپش‌ها و جداشدن تخم‌ها از ساقه‌ها می‌شوند.
آلودگی‌های شپشی در همه جا دیده می‌شود. همه‌گیری عفونت شپشی سر نزد کودکان مدرسه‌ها و موسسات مشابه در تمام نقاط دنیا شیوع دارد. انسان تنها مخزن این حشره است. تماس با افراد آلوده یا لوازمی که به وسیله آن‌ها مصرف شده‌است وسیله انتقال است.

## دوره کمون
چرخه تکامل این انگل شامل سه مرحلهٔ تخم، نوچه، و بالغ است. بهترین دما برای تکمیل رشد انگل ۳۲ درجه سانتی‌گراد است تخم‌های شپش سر در حرارت کمتر از ۳۲درجه سانتی گراد باز نمی‌شود در شرایط مناسب تخم‌ها بعد از ۷ تا ۱۰روز باز می‌شود مرحله نوچه‌ای بر حسب درجه حرارت بین ۷تا ۱۳روز طول می‌کشد از زمانی که تخم باز می‌شود تا وقتی که حشره بالغ تخم‌گذاری می‌کند به‌طور متوسط ۳ هفته است متوسط چرخه تکامل شپش سر و بدن ۱۸و شپش زهار ۱۵ روز است

## دوره واگیری
بیماری در تمام مدتی که شپش زنده یا تخم آن در روی سر و البسه افراد آلوده وجود دارد قابل انتقال است متوسط عمر شپش بالغ یک ماه است تخم شپش نیز برای یک ماه بر روی البسه می‌ماند ۷روز در خارج از بدن میزبان بدون تغذیه کردن زنده می‌ماند. لارو شپش تنها برای ۲۴ ساعت بدون تغذیه کردن زنده می‌ماند. در آلودگی‌های شدید شپش سر بر روی بدن دیده می‌شوند ولی هیچ‌گاه شپش تن بر روی سر دیده نمی‌شود.

## راه انتقال شپش سر
ابتلا به شپش سر ربطی به رعایت نکردن بهداشت ندارد. شپش سر تمایل دارد که از خون انسان تغذیه کند و برای آن فرقی نمی‌کند که انسان بهداشت ضعیف یا مناسبی داشته باشد. بیشترین راه انتقال شپش شامل موارد زیر است :
تماس سر با سر فرد مبتلا
استفاده مشترک از شانه، حوله، روسری، شال گردن، گل سر، کلاه و کت
تماس با فرد آلوده در مدرسه یا مهمانی
استفاده از هدفون آلوده
دراز کشیدن روی تخت، کاناپه، بالش که فرد مبتلا روی آنها دراز کشیده
وقتی لباس فرد مبتلا در جالباسی یا کمد کنار لباس سایر افراد قرار بگیرد و شپش وارد لباس تمیز شود 